# Нумми, Ласси
Лаури (Ласси) Юхани Юрьёнпойка Нумми (фин. Lauri (Lassi) Juhani Yrjönpoika Nummi, иногда с псевдонимом — Юкка Кангас; 9 октября 1928, Хельсинки, Финляндия — 13 марта 2012, Хельсинки, Финляндия) — финский писатель и переводчик. Широко известен как автор современной поэзии. С 1990 по 1995 годы — профессор искусств Хельсинкского университета.

## Биография
Родился 9 октября 1928 года в Хельсинки.
В 1948 году окончил лицей в Каллио (Хельсинки).
Получил широкую известность в 1949 году после публикации романа «Maisema» и двух сборников стихов — «Intohimo olemassaoloon» и «Vuoripaimen». В его стихах затрагивались темы восточных культур, античности, христианской веры и финской истории.
В 1986 году удостоен звания почётного доктора философии, а в 2000 году почётного доктора на богословском факультете Хельсинкского университета.
Пять раз удостаивался государственной премии в области литературы. Премии Фонда Алексиса Киви Общества финской литературы Нумми был удостоен в 2006 году. Стихи переведены на многие европейские языки.
Скончался в больнице Хаартмана в Хельсинки 13 марта 2012 года.

## Семья
- Отец — Юрьё Аларик Нумми (фин. Yrjö Alarik Nummi), лютеранский пастор
- Мать — Ида Мария Малберг (фин. Ida Maria Mahlberg)
- Брат — Уки Нумми (фин. Yki Nummi; 31 октября 1925 — 12 марта 1984), финский дизайнер
- Брат — Сеппо Нумми (фин. Seppo Nummi; 30 мая 1932 — 1 августа 1981), финский композитор
- Сын — Маркус Нумми (фин. Markus Nummi; род. 24 ноября 1959), театральный и кинорежиссёр
- Сын — Илари Нумми (фин. Ilari Nummi; род. 6 января 1961), театральный и кинорежиссёр